# Petyr Kasabow
Petyr Dimitrow Kasabow (bg. Петър Димитров Касабов; ur. 22 stycznia 1979) – bułgarski zapaśnik walczący w stylu wolnym.

## Udział w zawodach
Na Igrzyskach Olimpijskich w Sydney 2000 zajął piętnaste miejsce w kategorii 69 kg. Pokonał Mariusza Dąbrowskiego. Przegrał z Yosvany Sánchezem z Kuby i odpadł z turnieju.
Dziewiąty na mistrzostwach Europy w 2002. Mistrz Europy juniorów z 1999.